# Frederick Sandys
Anthony Frederick Augustus Sandys né le 1er mai 1829 à Norwich et mort le 25 juin 1904 à Londres est un peintre, illustrateur et dessinateur préraphaélite britannique de l'époque victorienne.

## Biographie
Les œuvres de Frederick Sandys se basent surtout sur la mythologie et les portraits.
En 1846, il est élève à la Norwich University of the Arts (en). En 1899, il devient membre de l’Executive Committee of the International Society of Sculptors, Painters and Gravers.
Sa sœur, Emma Sandys (1843–1877), est également une artiste renommée.

Œuvres de Frederick Sandys
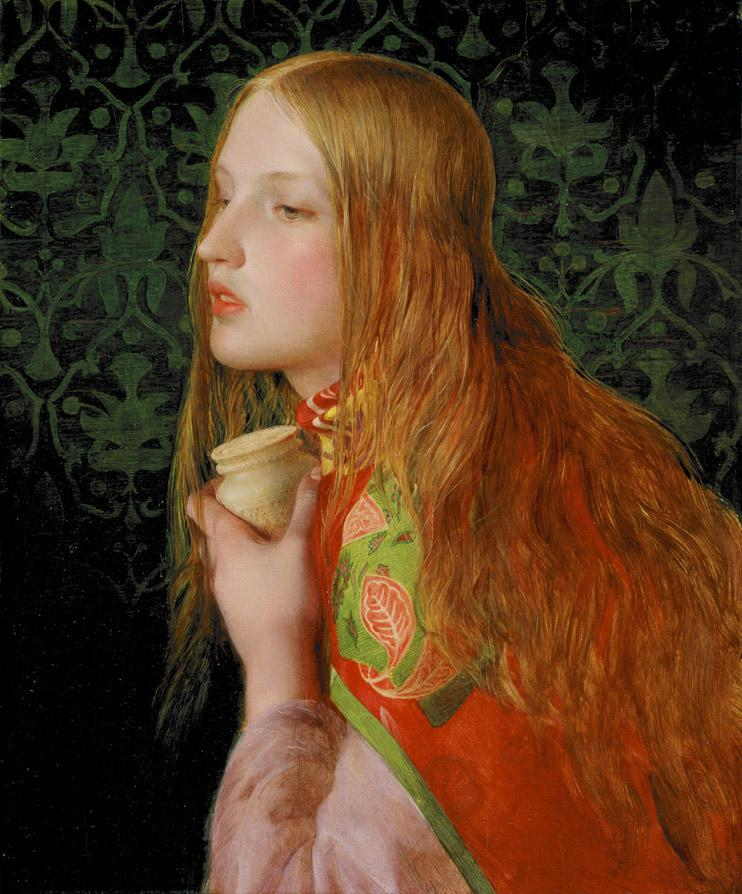
Marie-Madeleine (vers 1859), Delaware Art Museum.
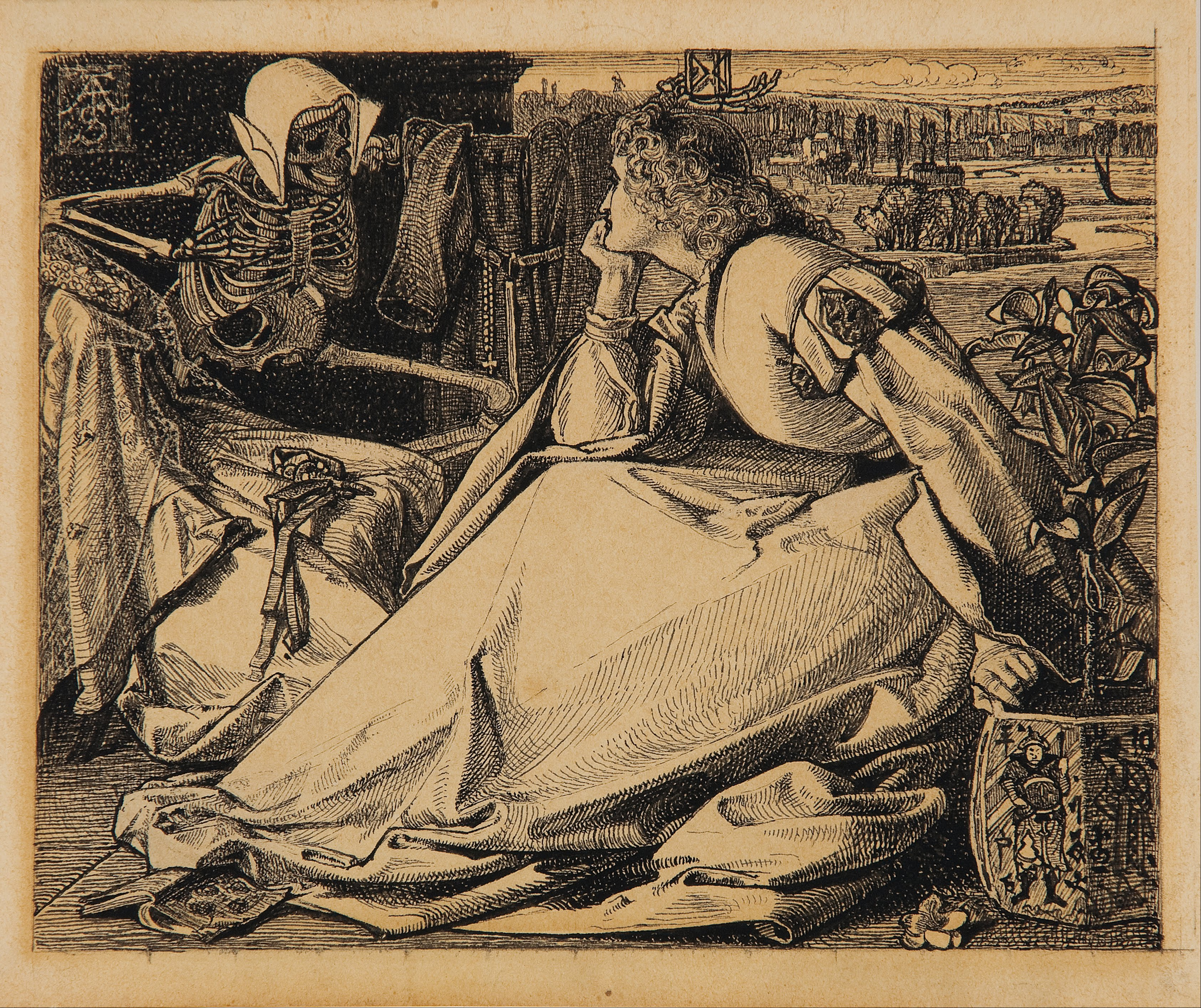
Jusqu'à sa mort (vers 1862), dessin, Adélaïde, Galerie d'art d'Australie-Méridionale.
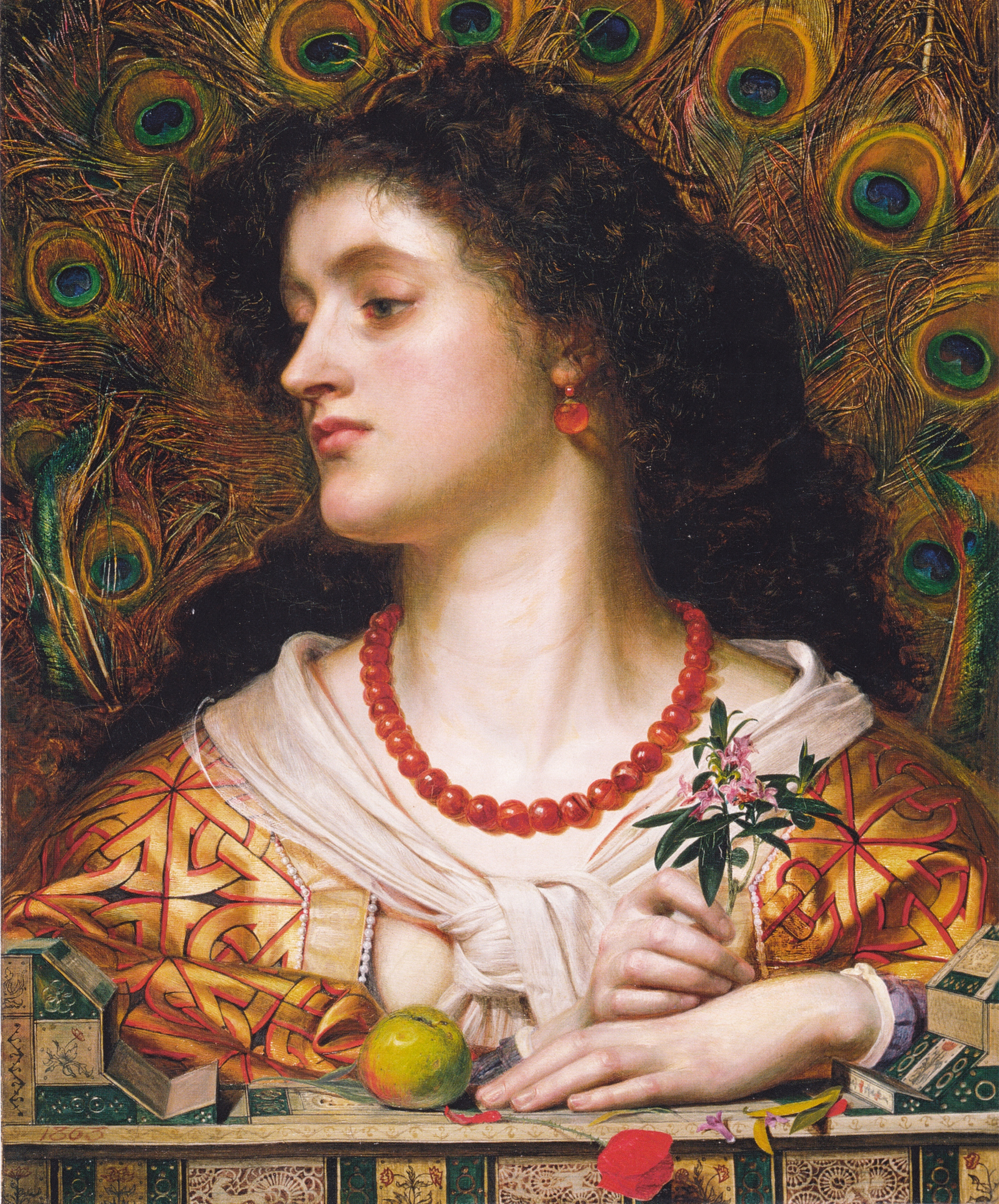
Viviane (1863), Manchester Art Gallery.
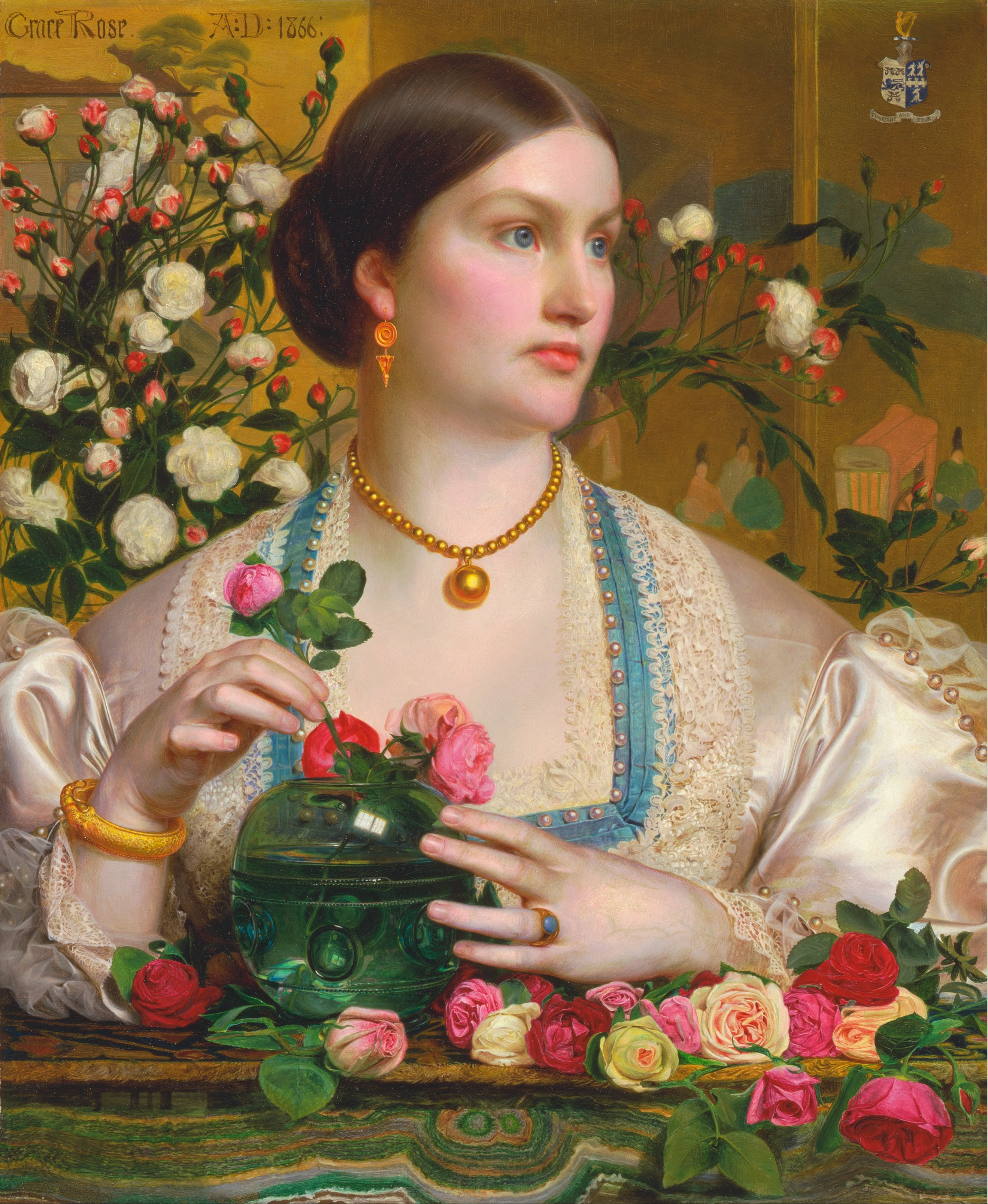
Grace Rose (1866), huile sur bois, New Haven, Centre d'art britannique de Yale.
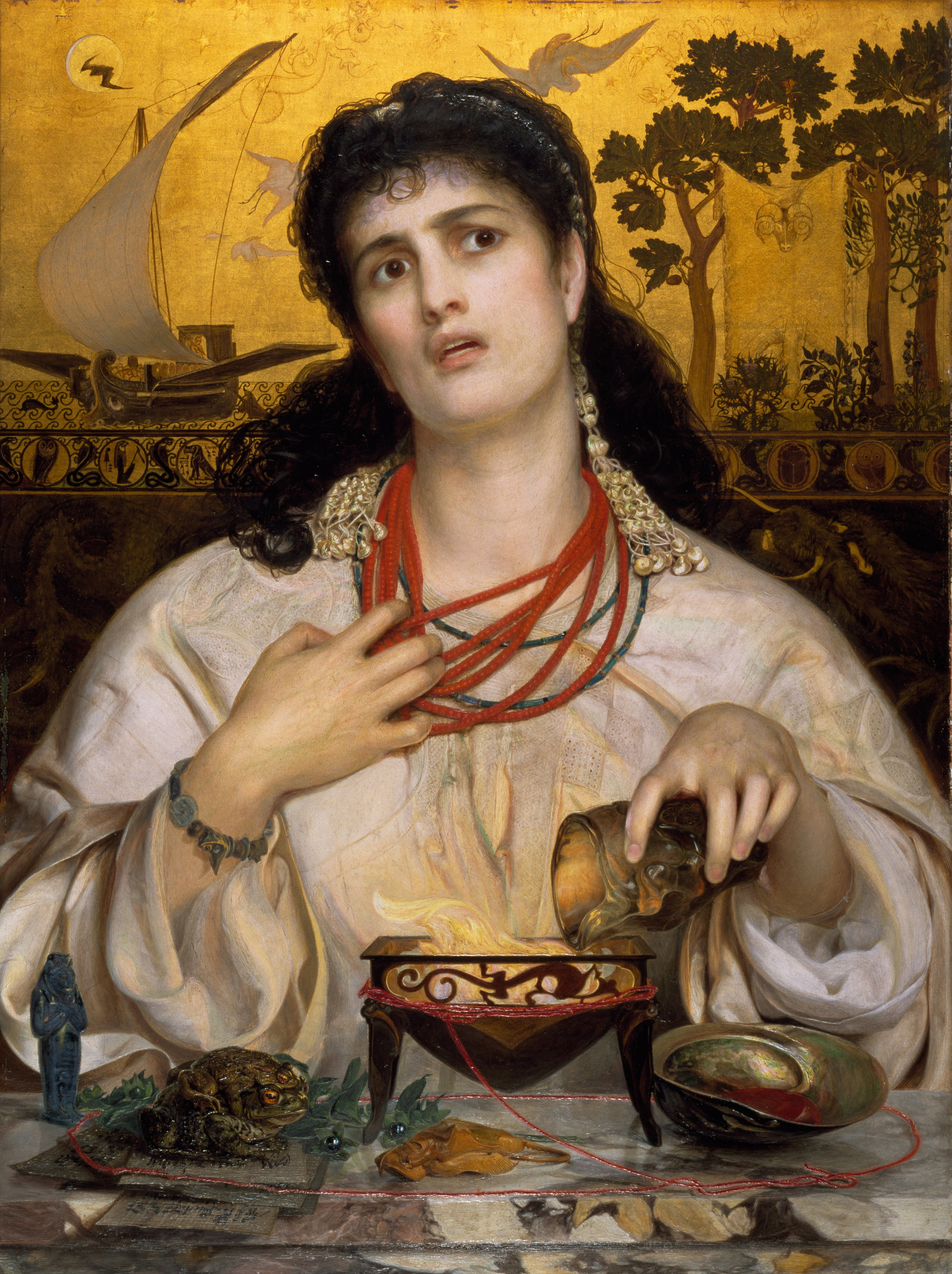
Médée (entre 1866 et 1868), huile sur bois, Birmingham Museum and Art Gallery.